# 孔巴·索乌
孔巴·路易莎·索乌（德語：Coumba Louisa Sow；1994年8月27日—），瑞士女子足球运动员，司职中场，目前效力于巴塞尔足球俱乐部和瑞士国家女子足球队。她曾代表瑞士参加2022年欧洲女子足球锦标赛和2023年国际足联女子世界杯等多场国际赛事。